# Копаловое дерево
Копаловое дерево (лат. Hymenaea courbaril, порт. jatobá) — дерево, произрастающее в Вест-Индии, Центральной и Южной Америке, в частности в Бразилии. Другие названия дерева: Бразильский копал, Курбарил, Гименеия вест-индская, Саранчовое дерево, Гименея курбариль.
Хотя ятобу часто называют бразильской или южноамериканской вишней, она не родственна растениям рода Вишня и относится к роду Hymenaea семейства Бобовые (Fabaceae). 

## Ботаническое описание
Дерево высотой до 40 м с широкой кроной. Молодые побеги опушены коричневыми волосками.
Листья сложные, состоят из двух широкосерповидных остроконечных листиков длиной до 7,5 см. Листовые пластинки грубокожистые, сверху блестящие, с нижней стороны матовые.
Цветки с пятью серо-зелёными чашелистиками и пятью белыми лепестками собраны в метёлки длиной до 15 см.
Плоды — бобы длиной до 15 см с деревянистой тёмно-коричневой в спелом состоянии скорлупой. Содержат одно — шесть округлых или эллиптической формы семян с грубой красно-коричневой оболочкой и белым зерном, окружённых мучнистой желтовато-зеленоватой пульпой.

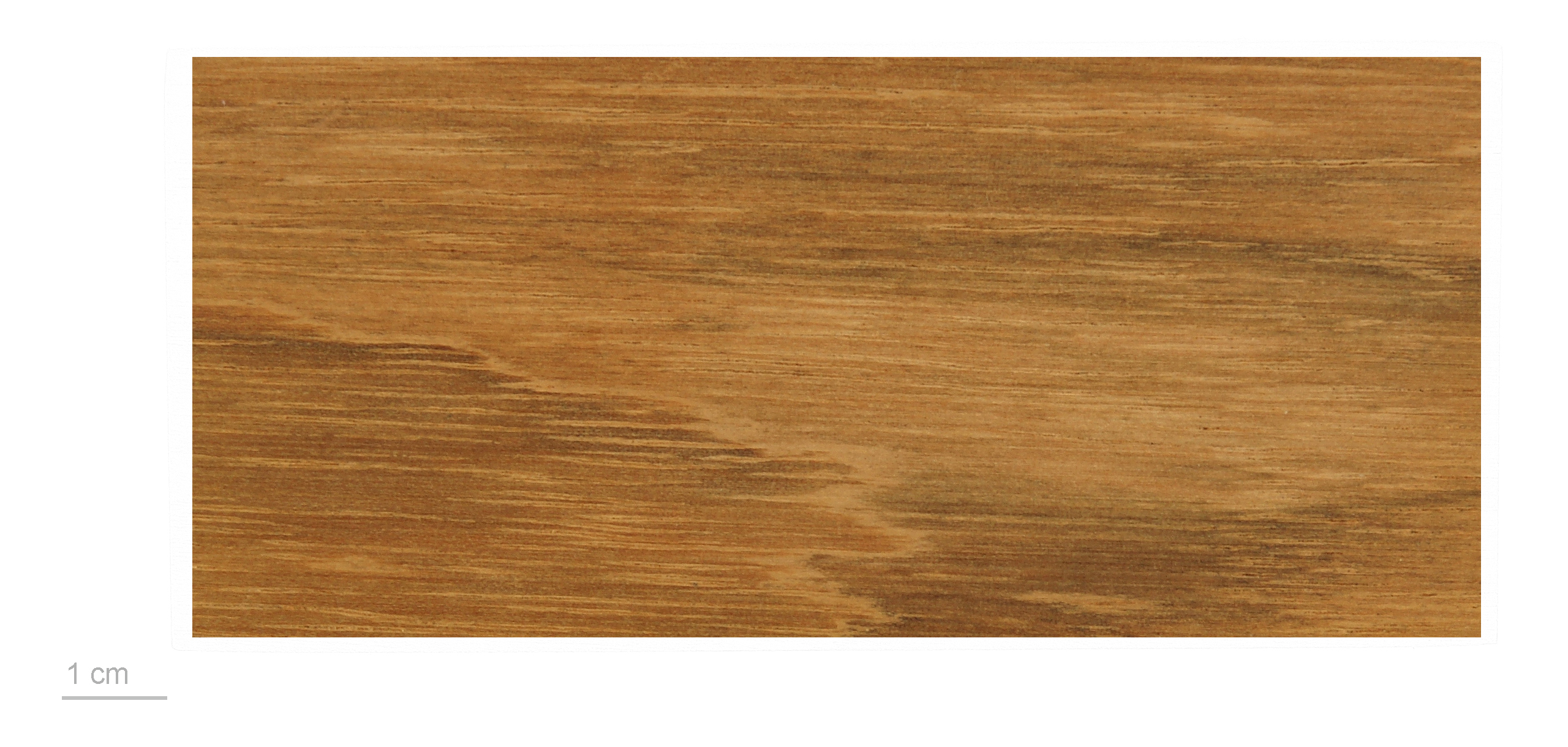
Продольный спил древесины

## Хозяйственное значение и применение
Пульпа, содержащаяся в плодах ятоба, богата крахмалом. Она сладковатая на вкус, но имеет неприятный запах. Едят её в сыром виде, используют для приготовления различных блюд и хлебобулочных изделий. Из сока, полученного смешиванием пульпы с водой, делают алкогольный напиток.
Растение используют как декоративное.
Твёрдая древесина используется для изготовления мебели, паркета,.
Дерево выделяет оранжевую смолу аниме, которая превращается в янтарь в результате химического процесса, занимающего миллионы лет. Янтарь от деревьев рода Hymenaea снабдил учёных множеством доказательств существования миллионы лет назад как самих этих деревьев, так и заключённых в них насекомых и других растений.

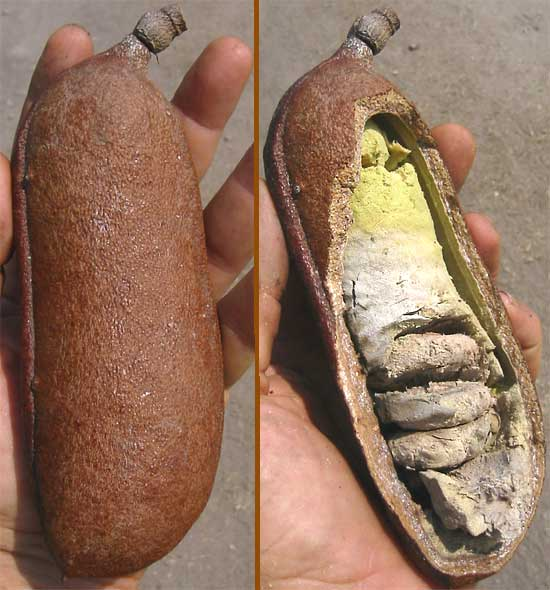
Плод ятобы в разрезе